# Ilse Draxler
Ilse Draxler (* 3. April 1942 in Mödling) ist eine österreichische Paläobotanikerin.
Ilse Draxler wurde 1972 an der Universität Wien zum Dr. phil. promoviert. 1966 begann sie, als wissenschaftliche Beamtin an der Geologischen Bundesanstalt in Wien zu arbeiten. 2003 wurde sie Leiterin der Abteilung Paläontologie und Sammlungen, Ende 2007 trat sie in den Ruhestand. Sie widmete sich der Erforschung der Klima- und Vegetationsgeschichte.
Ilse Draxler veröffentlichte zahlreiche Aufsätze in deutschen und österreichischen Fachzeitschriften, in mehreren Jahrbüchern der Geologischen Bundesanstalt (Wien) sowie in verschiedenen online-Medien vor allem im  Bereich der Pollenanalyse.

## Publikationen (Auswahl)
- mit Godfried Wessely u. a.: Geologie von Niederösterreich. Verlag der Geolog. Bundesanstalt 2006, ISBN 3-85316239-8.